# Mixopterus

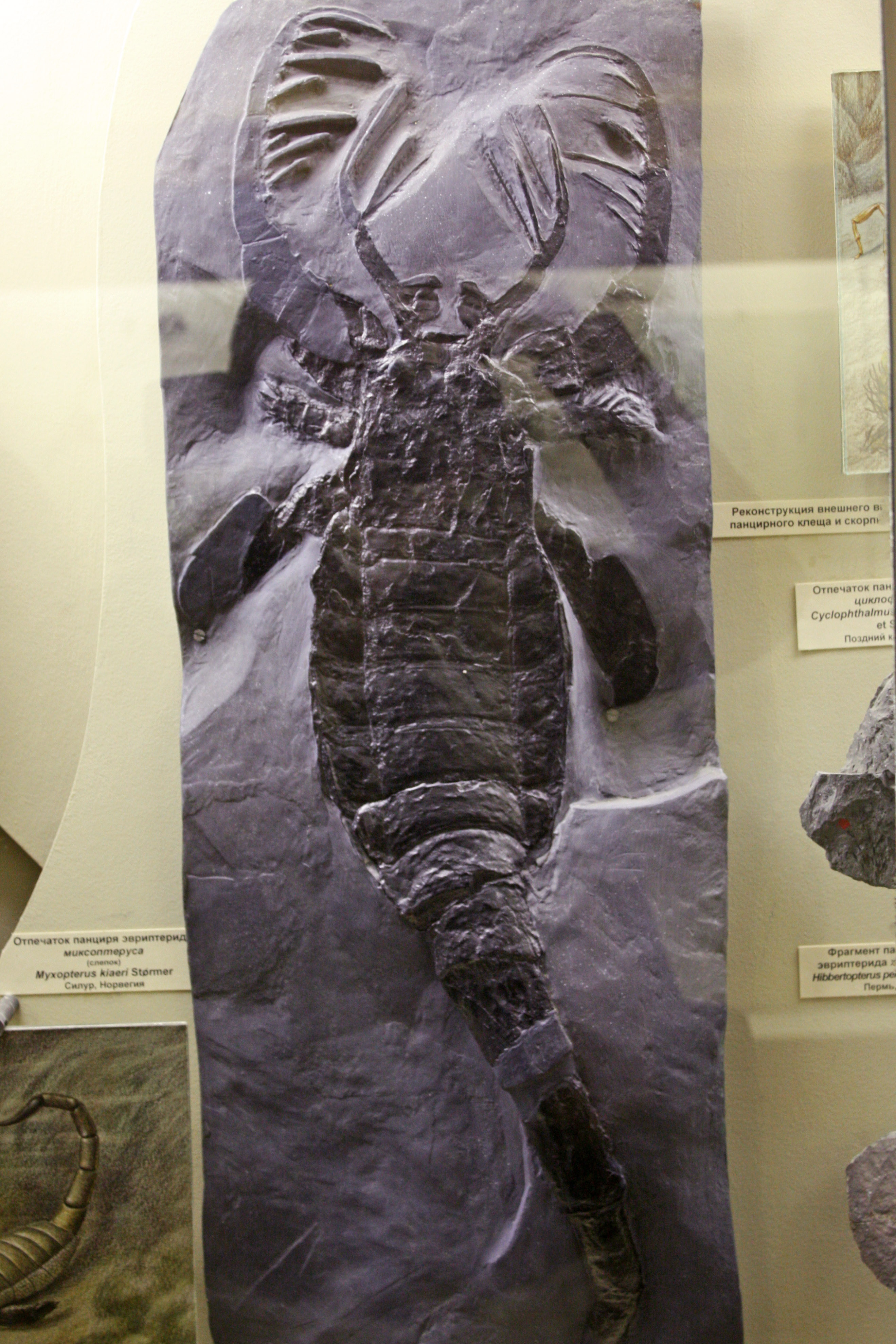
Fòssil d'un Mixopterus kiaeri.

Mixopterus és un gènere d'euriptèrides que va viure en el període Silurià superior.

## Característiques
Era semblant a Megalograptus; com ell, tènia dos parells de pinces amb pues, solament que en el parell més petit prop de la boca tènia 2 embalums. Les potes eren més petites i tenia un agulló en la cua que no tenia verí.

## Taxonomia
- Mixopterus kiaeri Størmer, 1934
- Mixopterus multispinosus Clarke & Ruedemann, 1912
- Mixopterus simonsoni Schmidt, 1883